# Gmina Ostrów
Die Gmina Ostrów ist eine Landgemeinde im Powiat Ropczycko-Sędziszowski der Woiwodschaft Karpatenvorland in Polen. Ihr Sitz ist das gleichnamige Dorf.

## Gliederung
Zur Landgemeinde (gmina wiejska) Ostrów gehören folgende neun Dörfer mit einem Schulzenamt:
Blizna
Borek Mały
Kamionka
Kozodrza
Ocieka
Ostrów
Skrzyszów
Wola Ociecka
Zdżary